# ابن سمعون الواعظ
أبو الحسين محمد بن أحمد بن إسماعيل بن عيسى بن إسماعيل، المعروف بـ ابن سمعون الواعظ، ويلقب بـ الناطق بالحكمة (300 - 387 هـ)، من كبار شيوخ المذهب الحنبلي.

## سيرته
ولد بـ بغداد سنة 300 هـ / 912 م، ويقول الذهبي إن سمعون هو لقب جده "إسماعيل" الذي غيره إلى سمعون.
قرأ مختصر أبي القاسم الخرقي عليه، وسمعه منه جماعة، وسمع هو من عبد الله بن أبي داود السجستاني، ومحمد بن مخلد الدوري، ويحيى بن محمد بن صاعد وغيرهم.
حدث عنه القاضي أبو علي بن أبي موسى، وحمزة بن محمد بن طاهر الدقاق (ت. 424 هـ)، والحسن بن محمد الخلال (ت. 439 هـ)، وغيرهم.
توفي يوم الخميس الرابع عشر من ذي القعدة سنة 387 هـ / 997 م، قال الخطيب البغدادي: ودفن في داره في شارع العتابيين فلم يزل هناك حتى نقل يوم الخميس الحادي عشر من رجب سنة ست وعشرين وأربعمائة فدفن بباب حرب. وقال الشريف أبو علي بن أبى موسى: رأيت أبا الحسين بن سمعون - حين دفن - ورأيته حين أخرج، وأكفانه كما هى، جدد بحالتها ما تغيرت. وقال ابن أبي يعلى: وكان إخراجه من داره الدفعة الثانية: في سنة سبع وعشرين وأربعمائة. ودفن بمقبرة أحمد. وسمعه جماعة يقول: إني أموت وأدفن، ثم أخرج بعد دفنى.

## مؤلفاته
- أمالي في الحديث.[10][11]
- مجالس في الوعظ.[10]